# Alfred Garth Jones

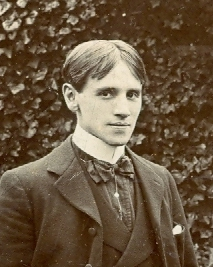
Alfred Garth Jones

Alfred Garth Jones (* 10. August 1872 in Hulme, Manchester; † 6. Juli 1955 in Sidcup, Kent) war ein englischer Künstler, Illustrator und Designer. Sein Werk umfasst Holzschnitte, Federzeichnungen und Aquarelle. Alfred Garth Jones war ein vielseitiger Künstler, dessen Werke Einflüsse des Jugendstils und der Arts-and-Crafts-Bewegung zeigen.

## Leben

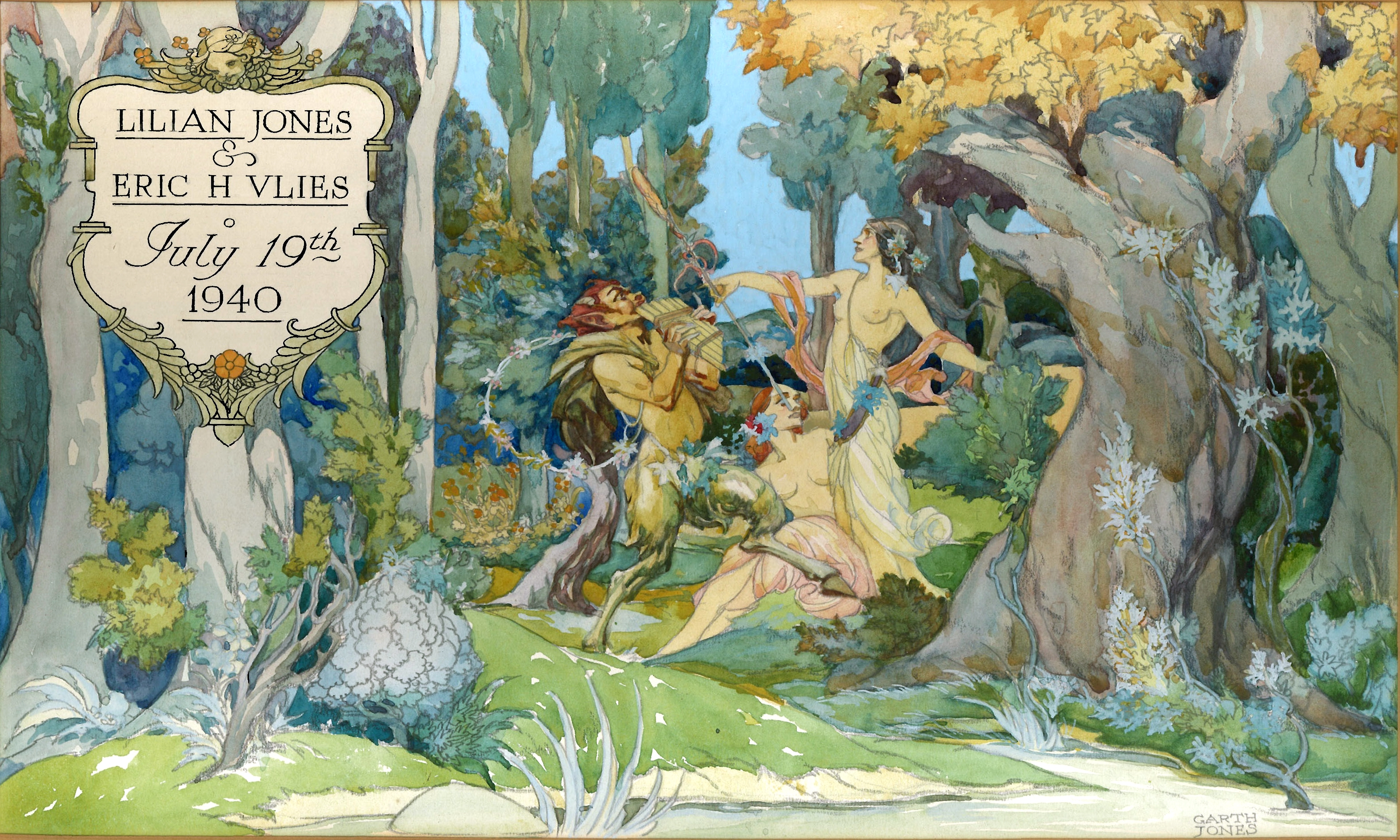
Lilian Jones & Eric H Vlies, July 19th 1940

Alfred Garth Jones wurde 1872 in Hulme, einem Stadtteil von Manchester, geboren. Sein Vater, Thomas Jones, war ein technischer Zeichner, der später Professor für Ingenieurwesen wurde, seine Mutter war Mary McCullock. Jones’ künstlerische Ausbildung begann an der Manchester School of Art. Er setzte seine Ausbildung an der National Art Training School in South Kensington (dem späteren Royal College of Art), an der Slade School of Fine Art in London und schließlich an der Académie Julian in Paris fort. In Paris war er Schüler von Jean-Joseph Benjamin-Constant und Jean-Paul Laurens. 1894 kehrte er nach England zurück und arbeitete als freischaffender Künstler und Lehrer. 1894 ließ sich Jones in London nieder, heiratete und arbeitete in verschiedenen künstlerischen Bereichen. Er arbeitete als freischaffender Künstler und unterrichtete zeitweise, unter anderem an der Lambeth School of Art (1896–1899 und 1910–1912) und 1902 am Carlton Club, einer von dem Buchgestalter A. A. Turbayne gegründeten Ausbildungsstätte für kanadische Künstler.

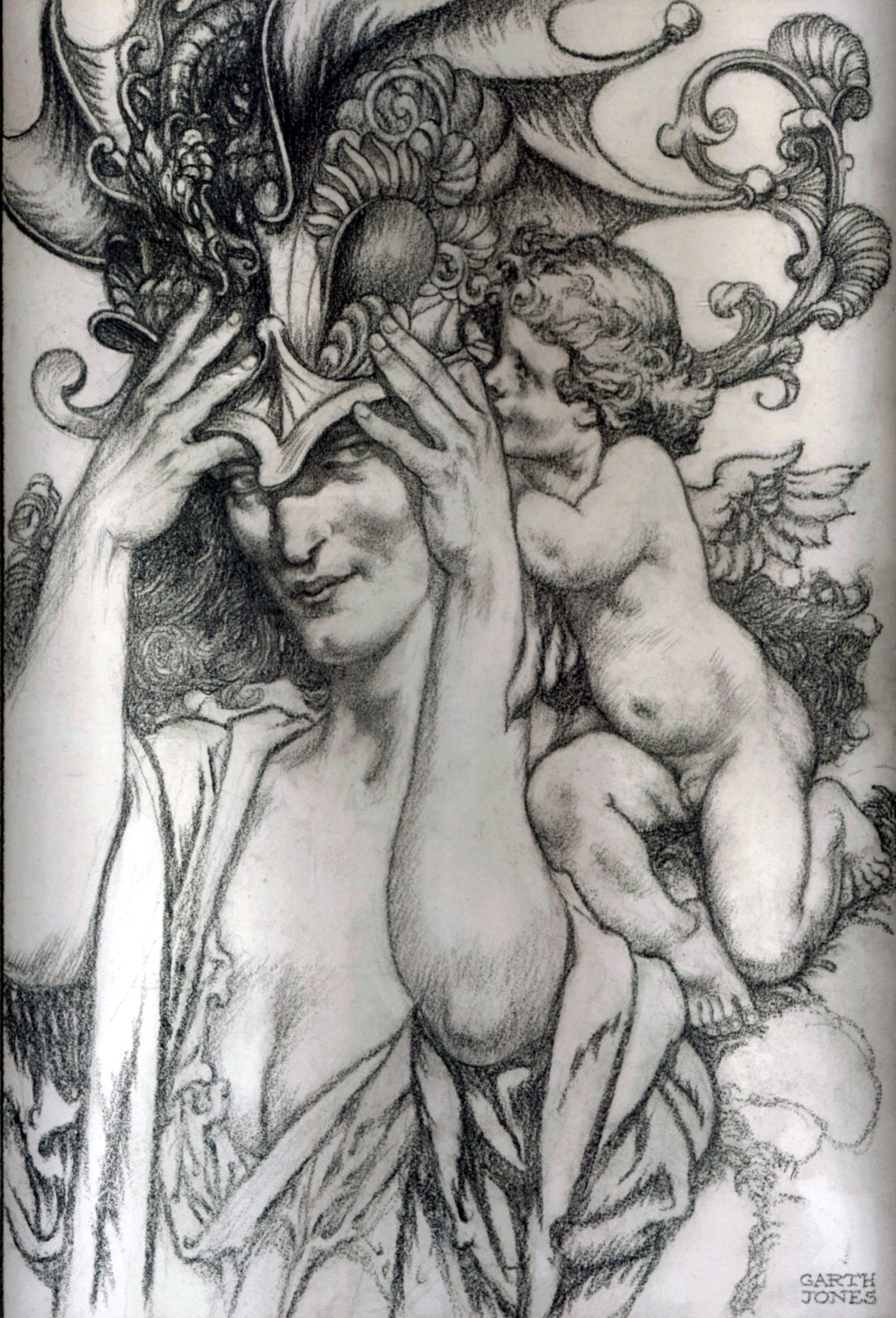
Alfred Garth Jones, Zeichnung, 1930

Alfred Garth Jones illustrierte unter anderem Werke von John Milton (Minor Poems, 1898), Alfred Lord Tennyson (In Memoriam, 1901) und Jérôme Doucets De Haute-Lisse (1899). Letzteres brachte ihm in Frankreich große Anerkennung ein. Zu seinen weiteren Arbeiten zählen Buchumschläge, darunter der Schutzumschlag für die Erstausgabe von Arthur Conan Doyles Der Hund von Baskerville (1902), und gestalterische Beiträge zu Le Quartier Latin (1898/1901). Außerdem entwarf er Mosaike, unter anderem für den Giebel der Hull School of Art (1904), und Glasfenster für das Rathaus von Cardiff (1906).